# Alter Friedhof (Gießen)

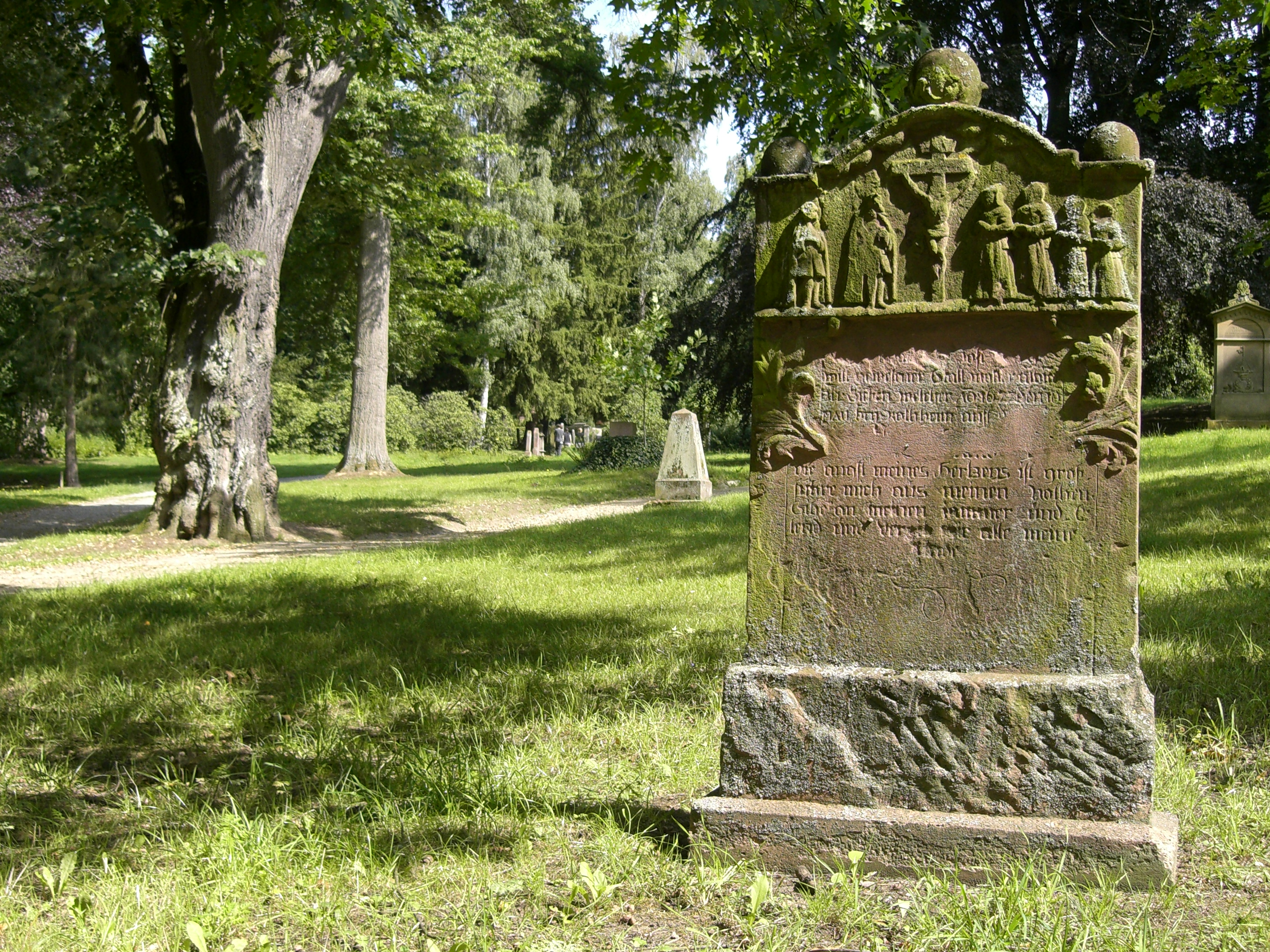
Blick über die heute parkähnliche Anlage – alter Grabstein bei der Kapelle

Bei dem Alten Friedhof im mittelhessischen Gießen handelt es sich um den 1529 bis 1530 angelegten ersten Friedhof außerhalb der Stadtmauern, der heute vorwiegend als Parkanlage genutzt wird.

## Lage
Das Gebiet des Alten Friedhofs erstreckt sich östlich der heutigen Innenstadt auf einer Fläche von 8,3 Hektar auf dem Nahrungsberg entlang der Licher Straße.

## Geschichte
Jahrhundertelang wurden die Toten der Stadt auf einer Begräbnisstätte neben der Stadtkirche, von der heute nur noch der Turm erhalten ist, begraben. Im Zuge der Erweiterung und Befestigung Gießens unter Landgraf Philipp dem Großmütigen wurde dieser Kirchhof aufgegeben und an den Nahrungsberg verlegt. Vermutlich hatte sich an dieser Stelle zuvor bereits ein „Pestacker“ befunden, auf dem „Pesttote“, also Tote von Massenepidemien, begraben wurden.
1635 waren nicht nur etwa 1.200 Pesttote registriert, hinzu kamen 200 Einwohner (darunter Flüchtlinge und Soldaten), die nach Gießen flüchteten und sich dort mit der Pest infizierten.
Landgraf Philipp der Großmütige ließ von 1530 bis 1533 einen Festungswall mit Graben um die Stadt errichten. Der heutige Innenstadtring, bestehend aus Nord-, Ost-, Süd- und Westanlage, weist noch auf Verlauf und Umfang dieser Wälle hin. Das südlich von Gießen gelegene Dorf Selters musste dieser Maßnahme mitsamt Kirche und dem dort befindlichen Friedhof weichen, um freies Schussfeld zu garantieren.
Der neue Friedhof am „Narrenberg“ (Nahrungsberg) wurde so zunächst mit der Bezeichnung „Gottesacker“ zum neuen Stadtfriedhof.
Das ursprüngliche Ausmaß des Friedhofs-Areals lässt sich grob an den Basaltmauern erkennen, die zum Teil heute noch erhalten sind. Demnach hatte der Friedhof eine Größe von etwa 105 × 60 Metern. Die alten Mauern wurden zu Beginn des 19. Jahrhunderts (um 1807) ersetzt durch Mauern aus Sandstein aus der Region Marburg.
Bis zum Ende des 19. Jahrhunderts wurde der Friedhof in mehreren Etappen erweitert. 1826 erwarb die jüdische Gemeinde ein dem Friedhof benachbartes Areal entlang der Licher Straße, das etwas tiefer lag. Der Geländeabfall bildete eine natürliche Grenzlinie zum christlichen Teil. Zuvor bestatteten Juden ihre Toten in Großen-Linden. Nach der Teilung der israelitischen Gemeinde, erhielt die orthodox-jüdische Gemeinde 1888 ein kleines Gräberfeld in der Nähe zum Ausgang Lutherberg.
Als die Kapazität auf diesem Friedhof erschöpft war (man schätzt etwa 28.000 hier Beerdigte), wurde 1903 der neue Friedhof auf dem Rodtberg eröffnet. Seitdem heißt der Friedhof am Nahrungsberg „Alter Friedhof“ und ist eine öffentliche Parkanlage. Bestattungen werden hier seit 1993 in der Regel nicht mehr vorgenommen; eine Ausnahme bilden Verstorbene von Familien, die bereits ein Familiengrab auf dem Alten Friedhof besitzen und das Nutzungsrecht fortlaufend erneuert haben.

## Friedhofskapelle

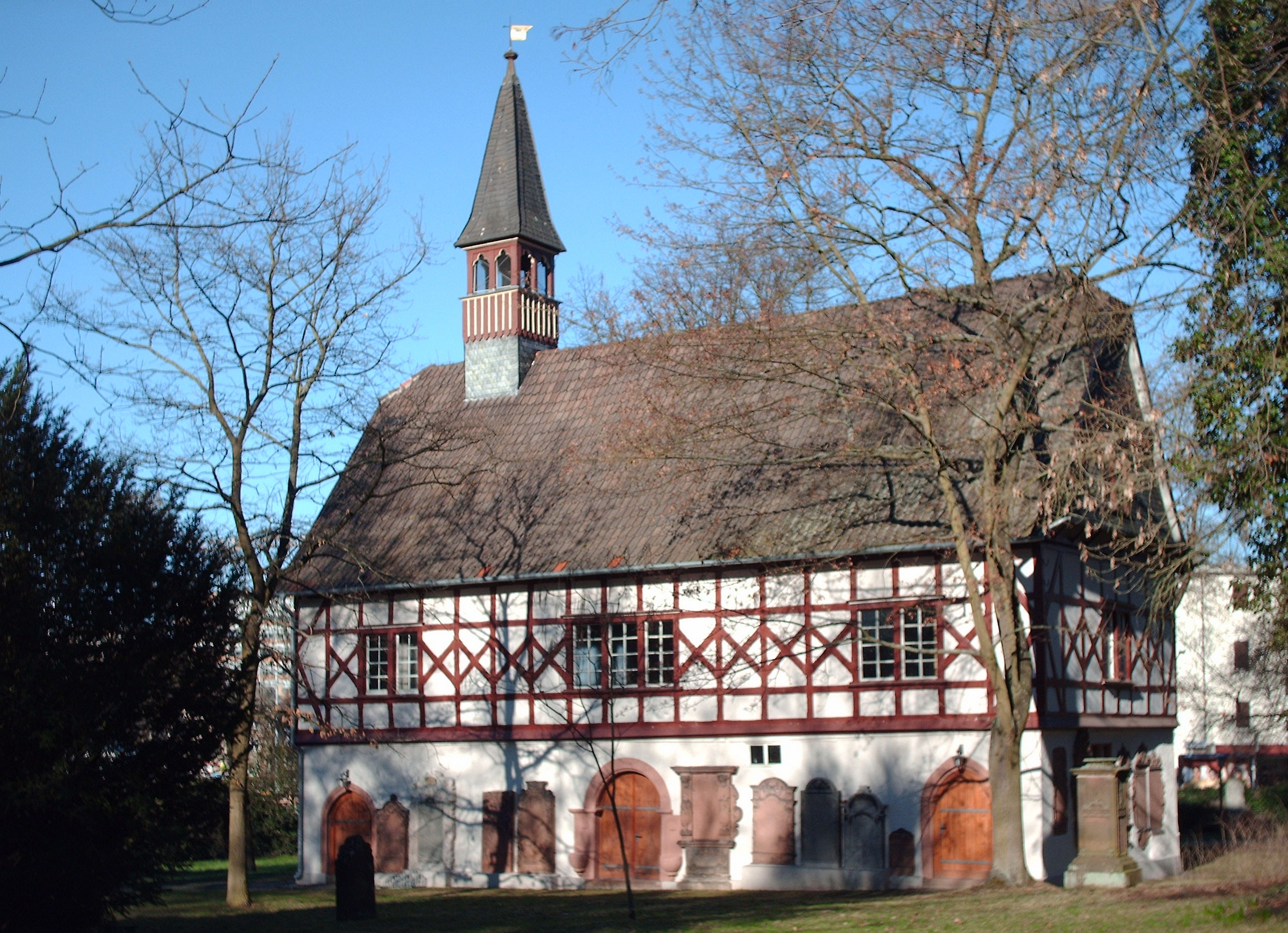
Kapelle mit Grabplatten, von Süden gesehen

Die Kapelle auf dem Alten Friedhof wurde von 1623 bis 1625 unter der Regie des damaligen Gießener Stadtbaumeisters, Johannes Ebel zum Hirsch, als erstes steinernes Haus am Nahrungsberg errichtet. Es handelt sich um einen zweigeschossigen Bau mit einem streng symmetrisch aufgebauten Fachwerkobergeschoss und einem Satteldach.
Während der Koalitionskriege diente die Kapelle als Waffenlager der französischen Artillerie und trug Kriegsschäden davon. Weil keine Reparaturen vorgenommen wurden, kam es 1840 möglicherweise zum Einsturz des Gebäudes. Mit dem Wiederaufbau wurde Hugo von Ritgen (1811–1889) beauftragt, der schon die Wartburg restauriert hatte und Professor für Architektur an der Ludoviciana in Gießen war. Es ist davon auszugehen, dass von Ritgen Fachwerk und Dach rekonstruierte, während er den Glockenturm 1862 selbst entwarf.
Das in der Westmauer gelegene rundbogige Eingangsportal des Friedhofs (an der heutigen Straße Nahrungsberg) wurde vermutlich 1717 geschlossen, jedenfalls ist dies das Datum des auf die Nordseite verlegten neuen Kapellen-Haupteinganges. Auch der Haupteingang des Friedhofs befindet sich seitdem an der Licher Straße.
Seit 1927 hält die Evangelische Luthergemeinde ihre Gottesdienste in der Kapelle ab. Nach der Übernahme wurden der Altar und die Kanzel von der Ost- zur Westseite gebracht.
Im Inneren der Kapelle befinden sich zahlreiche Grabmäler, darunter drei Renaissance-Epitaphe der Marburger Bildhauer Philipp und Adam Franck. Bemerkenswert sind die Epitaphe für die Theologen und Universitätsprofessoren Johannes Winckelmann (1551–1626), Justus Feuerborn (1587–1656) und Peter Haberkorn (1604–1676).
Darüber hinaus befinden sich in der Kapelle ein auf 1630 datiertes Kruzifix und eine umlaufende Empore.

## Botanik und Tierwelt
Es finden sich auf dem Alten Friedhof sowohl heimische als auch nicht-heimische Gewächse. Wilde Wiesengewächse wachsen hier ebenso wie Mauerfugenpflanzen und Wildkräuter, die die Lücken in der Friedhofsmauer als Standort nutzen.
Ein Baumlehrpfad wurde von Schülern 1985 eingerichtet.
Die Vogelwelt des Alten Friedhofs wurde in den vergangenen Jahren regelmäßig erfasst. Das Spektrum weist die typischen Arten von Gärten und Parks, aber auch Waldvogelarten auf. Mit etwa 20 Brutpaaren ist beispielsweise die Ringeltaube häufig, der Grünspecht ist mit einem Revier, der Buntspecht mit zweien vertreten. Unter den Singvögeln finden sich unter anderem Elster und Eichelhäher, 4 Meisenarten, Zilpzalp, Mönchsgrasmücke, Sommergoldhähnchen, Gartenbaumläufer, verschiedene Drosseln und Finken.

## Gräber

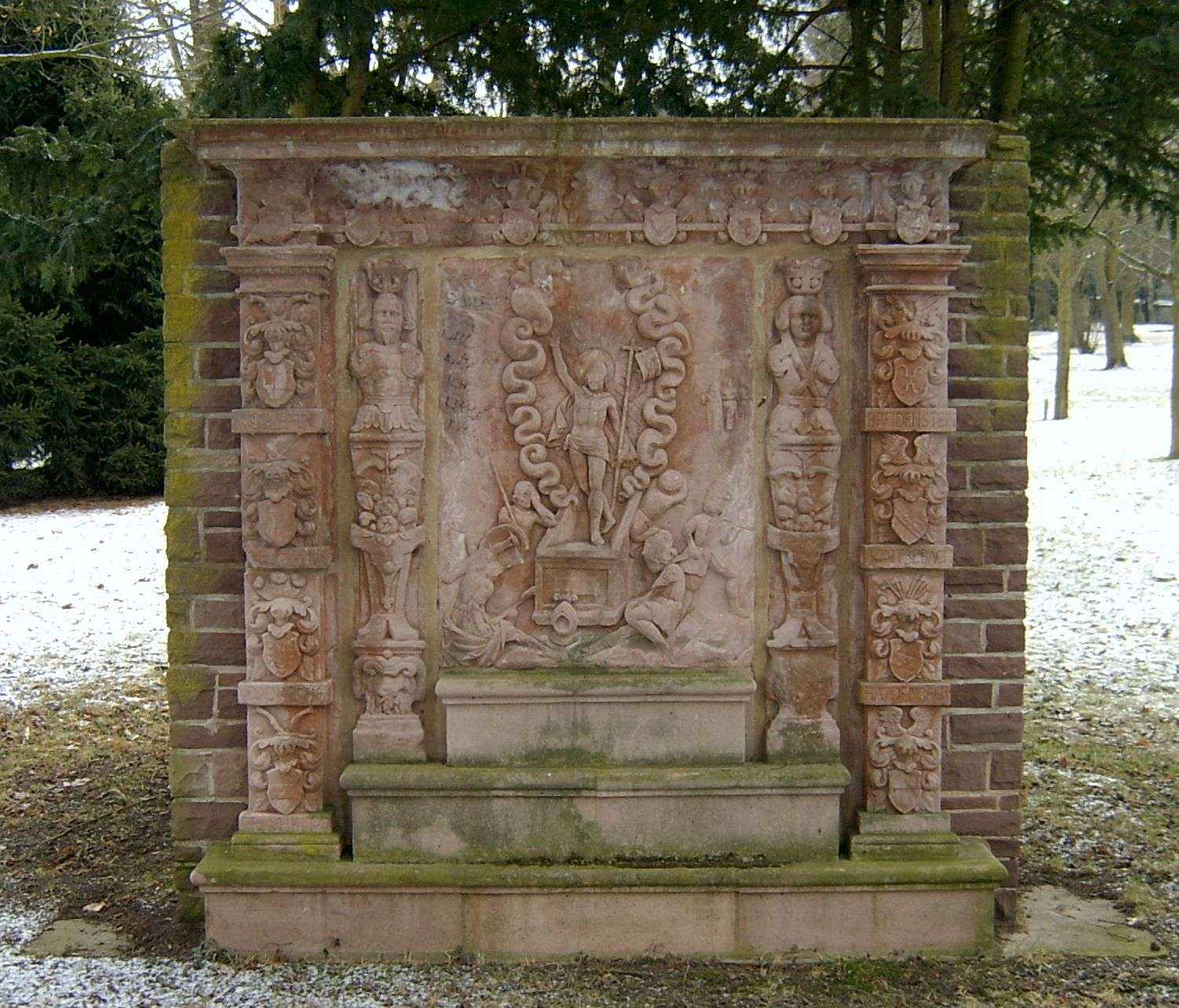
Grabmal der Burgmannen-Familie von Schwalbach

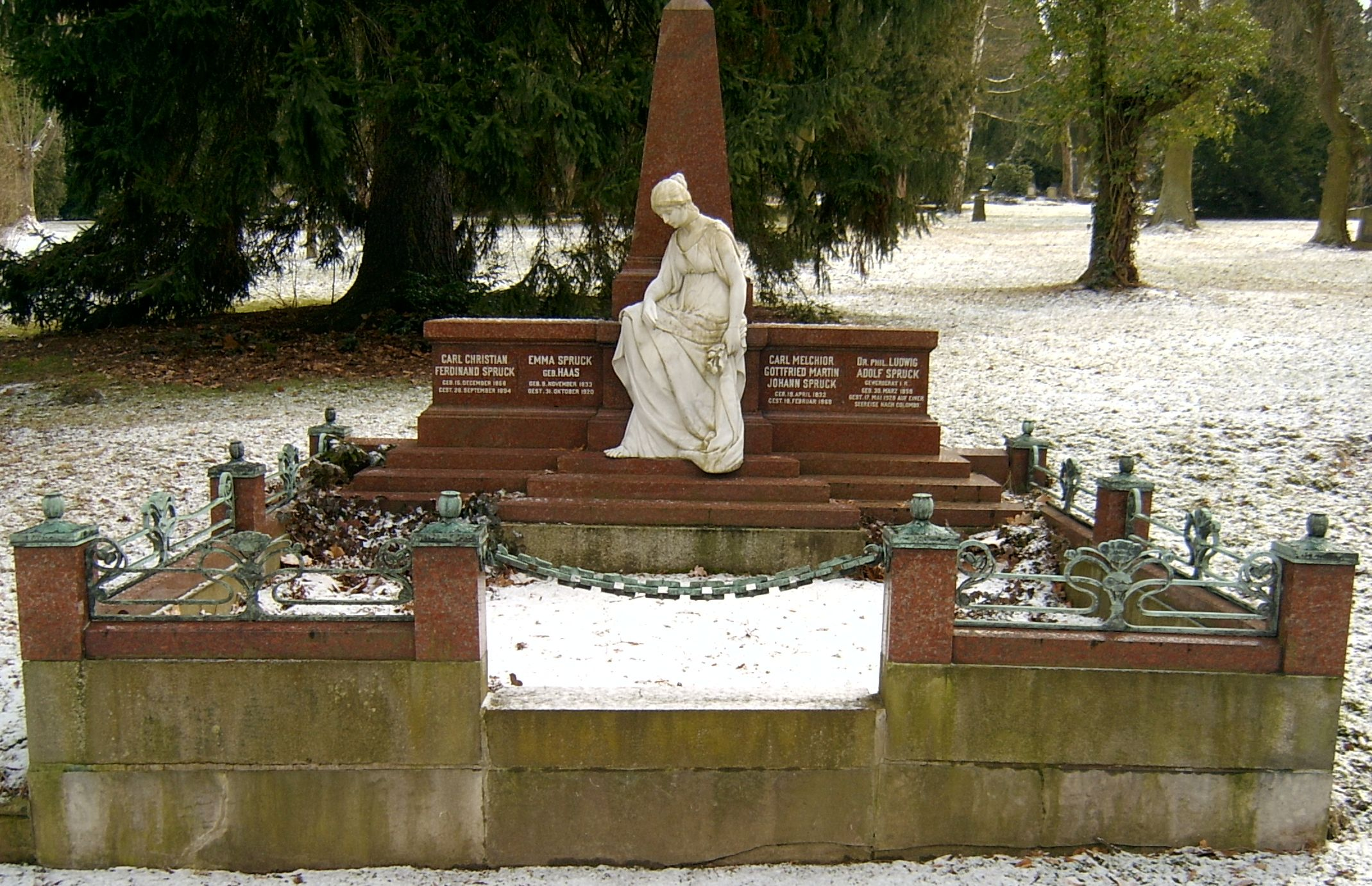
Grabmal der Familie Spruck

Auf dem Alten Friedhof liegen viele Persönlichkeiten, die im Zusammenhang mit Entwicklung von Stadt und Universität Gießen stehen.
Die bekannteste ist der Nobelpreisträger Wilhelm Conrad Röntgen (1845–1923), der seine erste ordentliche Professur für Physik an der Universität Gießen hatte.
Die ersten Studentengräber weisen schon recht früh darauf hin, dass junge Menschen auch aus entfernten Städten (wie Hamburg oder Lübeck) zum Studium nach Gießen kamen.
Grabsteine sind rundum an der Außenwand der Kapelle und der Innenseite der Umfassungsmauer (im ältesten Teil) angebracht. Welche davon tatsächlich am Standort der ursprünglichen Gräber stehen und welche zum Schutz hierher verbracht wurden, ist unbekannt.
In der nachfolgenden Übersicht werden einige Tote aus den verschiedenen Jahrhunderten vorgestellt und einzelne Grabstätten näher beleuchtet:

### 16. Jahrhundert
Der älteste Grabstein stammt aus dem Jahr 1551 und befindet sich im Oberhessischen Museum. Es handelt sich um ein so genanntes Scheibenkreuz, das an einen Jost Becker erinnert.
Ebenso im Museum untergebracht ist das Grabmal der Familie von Schwalbach, einer Gießener Burgmannen-Familie, die vom 14. Jahrhundert bis 1771 im Burgmannenhaus (heute: Wallenfels’sches Haus) lebte. In der Mitte des Grabsteins ist ein Relief zu sehen, das die Auferstehung Christi zeigt. Umrahmt wird das Relief von den Wappen der Familie. Eine Kopie befindet sich auf dem Alten Friedhof.

### 17. Jahrhundert
- Conrad Vogt (1655–1676) war Metzger. Der Grabstein listet die Namen der bereits zu Lebzeiten Vogts verstorbenen Kinder und seiner ersten Ehefrau auf. In der Giebelzone sind die Familienmitglieder nach Geschlechtern getrennt unter dem gekreuzigten Christus dargestellt. Aus dieser Familie stammt der Zoologe Carl Vogt, Delegierter der Frankfurter Nationalversammlung 1848.
- Johann Bast († 1703) war ursprünglich Scharfrichter, arbeitete jedoch längst als Wundarzt, als er 1701 den von ihm beantragten „Ehrlichkeitsbrief“ von Leopold I. erhielt. Damit konnten seine Söhne ein Studium an der Universität absolvieren und einen „ehrlichen“ Beruf ergreifen.

### 18. Jahrhundert
- Catharina Elisabetha Liebknecht († 1719) war verheiratet mit dem Professor für Mathematik und Theologie Georg W. Liebknecht; von ihm stammt der spätere Politiker Wilhelm Liebknecht ab.
- Der Theologe und Dichter des Pietismus, Johann Jakob Rambach (1693–1735), liegt hier auch begraben.

### 19. Jahrhundert

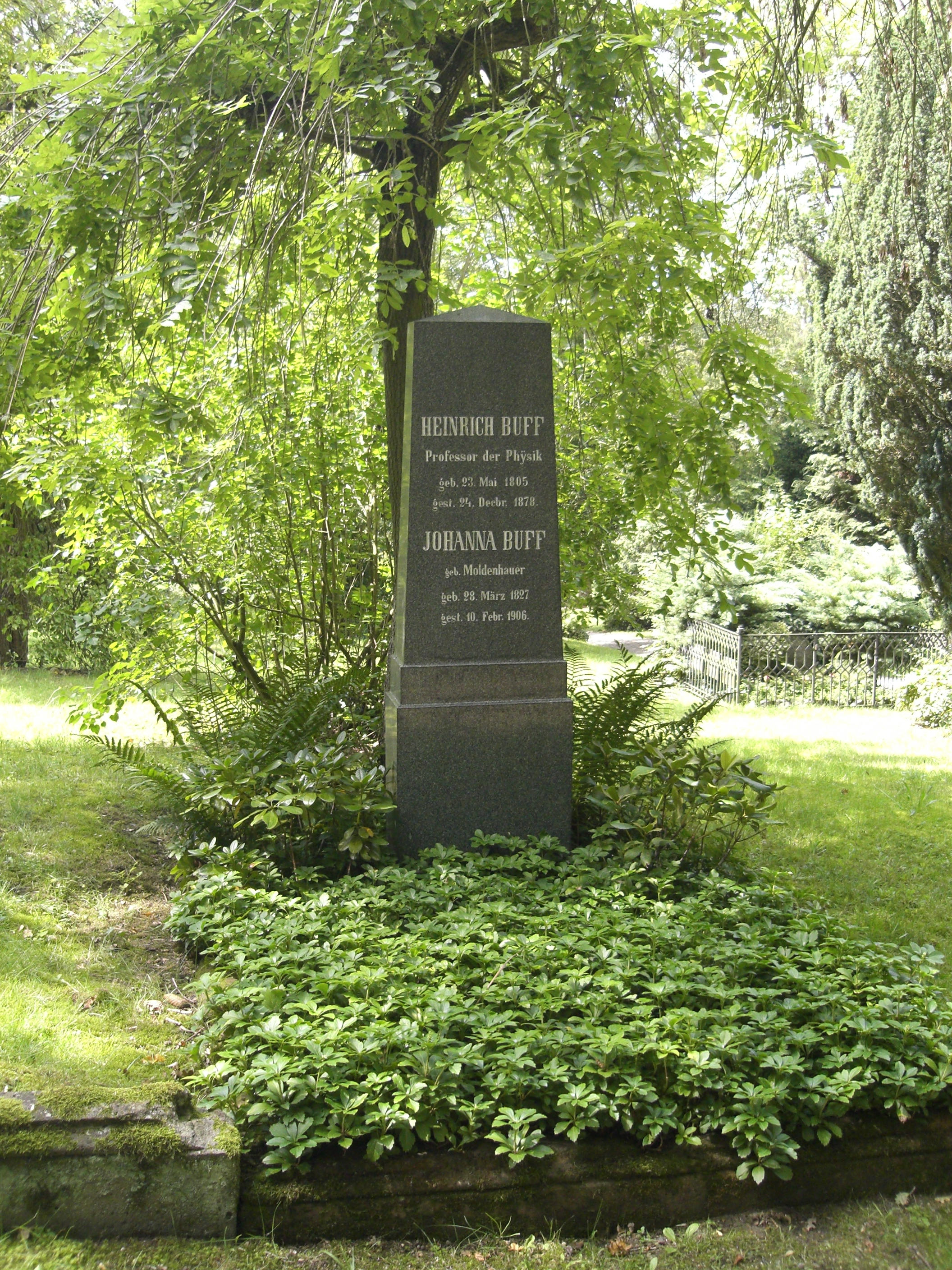
Grab von Heinrich Buff und seiner Frau Johanna

- Studentendoppelgrab für Karl Siegfrieden und Karl von Müller aus dem Jahr 1840
- August Bramm (1829–1889), Oberbürgermeister von Gießen
- Heinrich Buff (1805–1878), Physiker und Chemiker
- Rudolf Buchheim (1820–1879), Mediziner und Pharmakologe.
- Philipp Phoebus (1804–1880), Mediziner und Pharmakologe, Gründer des ersten deutschen Instituts für Pharmakologie.
- Familiengrab[2] für August Montanus aus Hachenburg (1836–1914), Inhaber der „Maschinenfabrik Gießen August Montanus“, und seine aus Butzbach stammende Ehefrau Johannette Ronstadt (1837–1899) sowie vier ihrer Kinder. Seine Nichte Anna Montanus (1870–1934) war die Ehefrau von Heinrich Noll.

### 20. Jahrhundert
- Peter Dettweiler (1856–1907), Altphilologe, Oberschulrat und vortragender Rat im Ministerium des Innern
- Hellmuth Mueller-Leutert (1892–1973), Gießener Maler, Graphiker und Bildhauer. Beigesetzt wurde er in dem mit einer historischen Einfassung versehenen Familiengrab, in dem auch sein Schwager, Provinzialrat Bruno Wolf, seine letzte Ruhestätte fand.
- Ludwig Adolf Spruck (1858–1928) gehörte zur Tabakfabrikantenfamilie Spruck und betätigte sich als Volkskundler, Weltreisender und Sammler. Das Familiengrab ist geschmückt mit einer beinahe lebensgroßen weiblichen Trauerfigur.

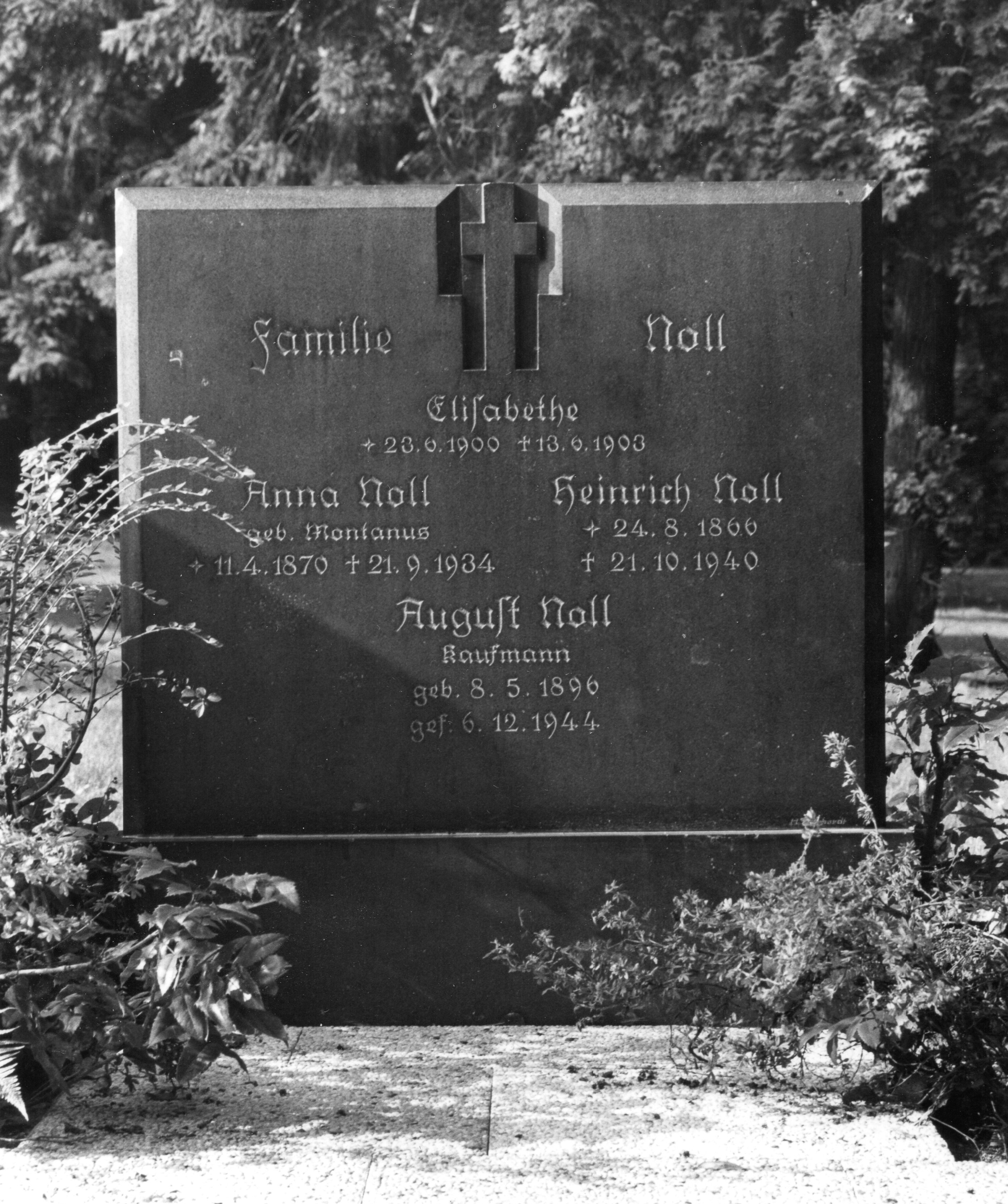
Grab der Familie Heinrich Noll

- Heinrich Noll (1866–1940) aus alter Gießener Familie (Fuhrleute und Bäcker), Buchbindermeister und Kaufmann, unterhielt an der Ecke Marktplatz/Mäusburg (vor 1944: Mäusburg Nr. 7[3], seit 1945: Mäusburg Nr. 1) eine Papierhandlung und Buchbinderei, die zugleich eines der ersten Photoateliers in der Stadt war. Seine Mutter ist die gebürtige Butzbacherin Anna Ronstadt (1833–1897), die ältere Schwester der oben genannten Johannette Ronstadt (1837–1899), verheiratete Montanus. Über diese verwandtschaftlichen Beziehungen lernte er seine Frau Anna Montanus (1870–1934) kennen. Der Sohn August Noll (1895–1944), der das Geschäft übernommen hatte, starb infolge des Bombenangriffs vom 6. Dezember 1944 im Keller des Alten Rathauses. Dessen Tochter Ruth Noll (1921–2012)[4] führte das Geschäft bis zur Auflösung in den 1990er Jahren fort.
- Wilhelm Gundel (1880–1945), Altphilologe, Professor an der Universität Gießen

### Einzelgräber

#### Gail

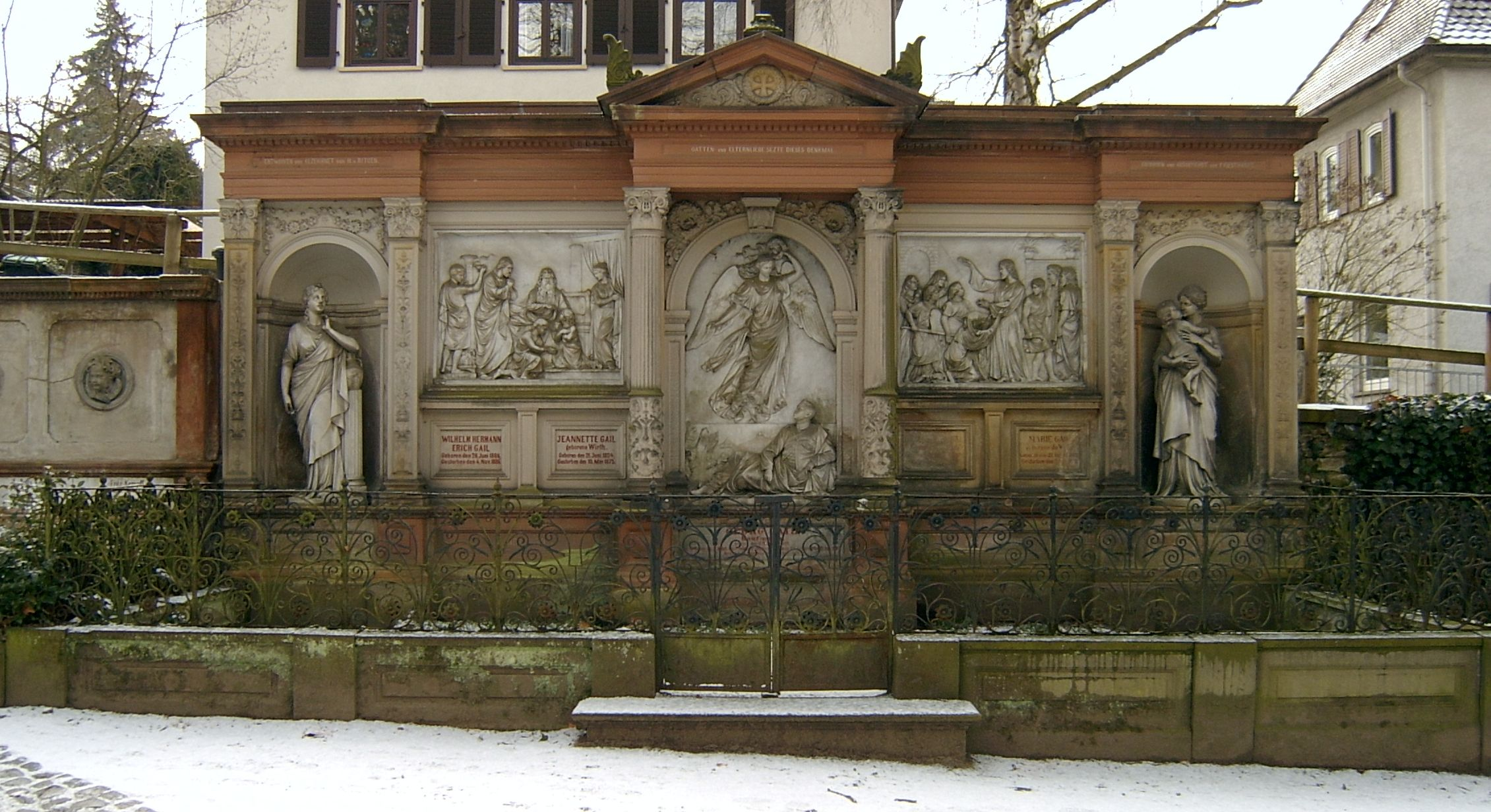
Grab der Familie Gail

Das Grabmal der Familie Gail an der Südmauer zeigt in der Mitte Georg Gail, der als Offizier im Krieg 1870/71 starb. Über ihm schwebt die Siegesgöttin Victoria mit dem Lorbeerkranz in der Hand. Auf den beiden Relieftafeln im Stil der italienischen Renaissance ist links eine Abschieds- und rechts eine Auferstehungsszene zu sehen. Seitlich davon stehen in Bogennischen zwei weibliche Figuren, die Hoffnung (spes) und Liebe (caritas) symbolisieren.
Die Familie Gail eröffnete ab 1812 die erste Zigarrenfabrik in Gießen, die zu einem florierenden Wirtschaftszweig der Region wurde.

#### von Ritgen

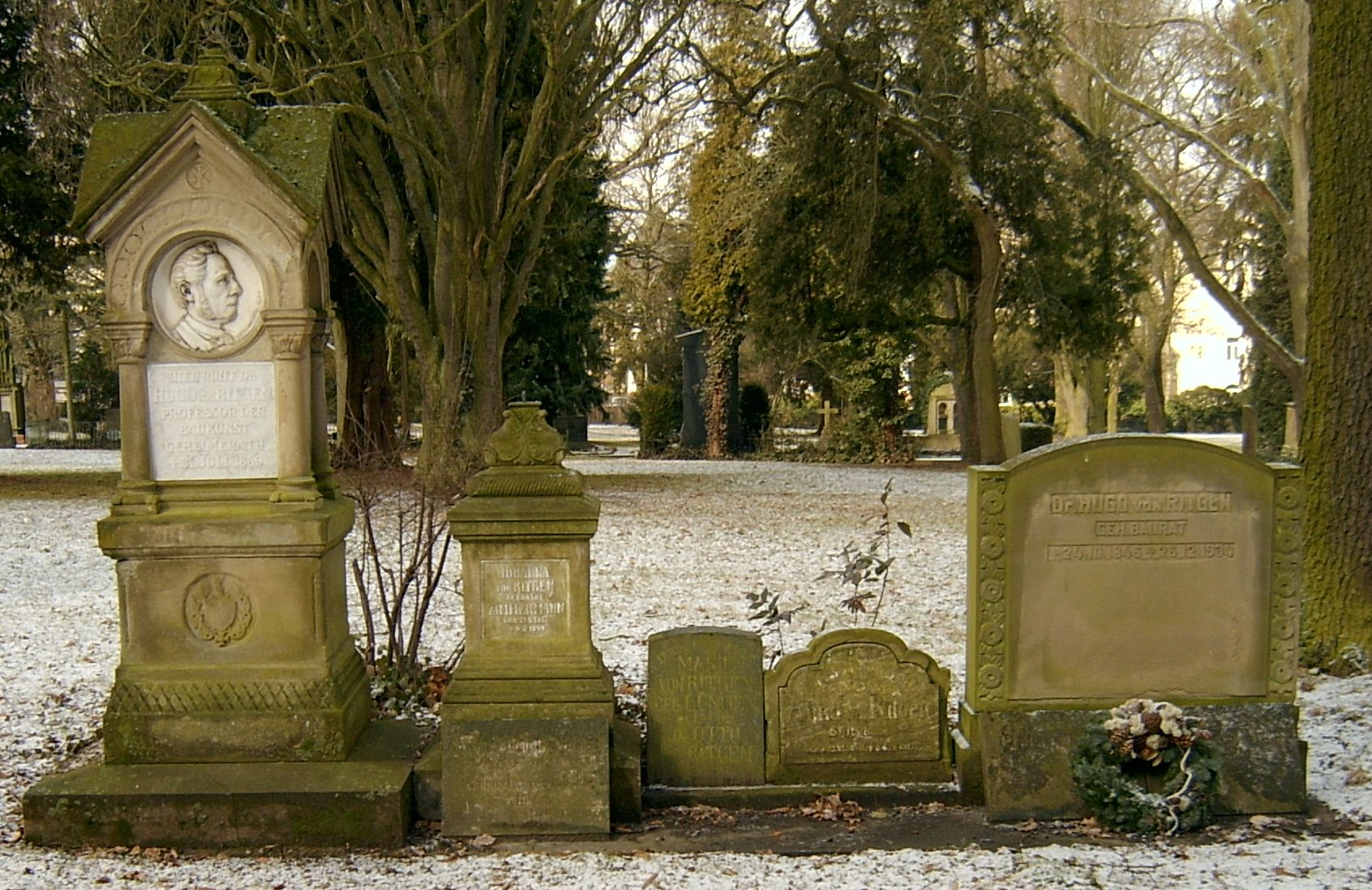
Grab Hugo von Ritgens

Hugo von Ritgen war der erste Professor für Architektur und Baukunst an der Universität Gießen. Er wurde berühmt mit der Restaurierung der Wartburg, war aber auch an anderen Restaurierungen beteiligt wie der Burgen Gleiberg und Staufenberg, und der Kapelle auf dem Alten Friedhof Gießen. Das turmähnliche Denkmal wird im oberen Teil von einem Porträtrelief dominiert, das von Friedrich Küsthardt stammt. Mit dem Bildhauer hatte von Ritgen unter anderem an der Wartburg und an der Familiengrabstätte Gail zusammengearbeitet.

#### Röntgen

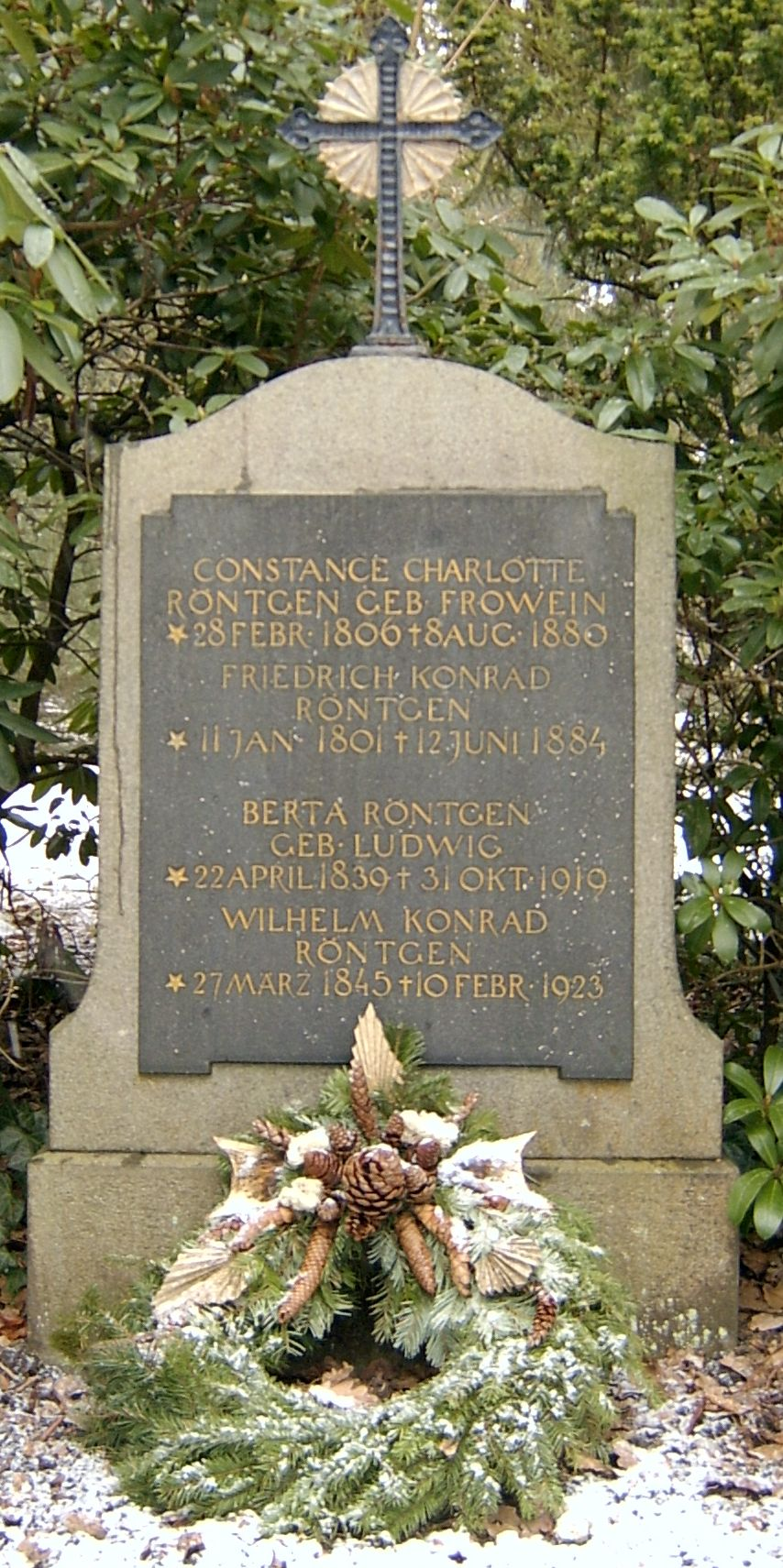
Grab der Familie Röntgen

Das Grab der Familie Röntgen ist mit Wegweisen ausgeschildert. Hier liegen Constance Charlotte Röntgen (geb. Frowein, 1806–1880) und Friedrich Conrad Röntgen (1801–1884), sowie deren Sohn Wilhelm Conrad Röntgen mit seiner Frau Berta (geb. Ludwig, 1839–1919). Wilhelm Conrad war 1901 der erste Physik-Nobelpreisträger, als Anerkennung für seine Leistung um die Entdeckung der X-Strahlen, die im deutschsprachigen Raum nach ihm benannt sind: Röntgenstrahlen.
Auch wenn Röntgen in München starb, liegt er auf eigenen testamentarischen Wunsch hin in Gießen begraben (Urnenbeisetzung).

#### Wilson
Das Grabmal für den schottischen Bergbauexperten Peter Wilson (1828–1893) wird bekrönt von einem so genannten Sonnenkreuz mit keltischem Schlangenornament (Keltenkreuz). Darunter befindet sich die Inschrift „I am the resurrection and the life“ (Ich bin die Auferstehung und das Leben). Wilson war Geschäftsführer der Fernie-Grube.

### Jüdische Gräber

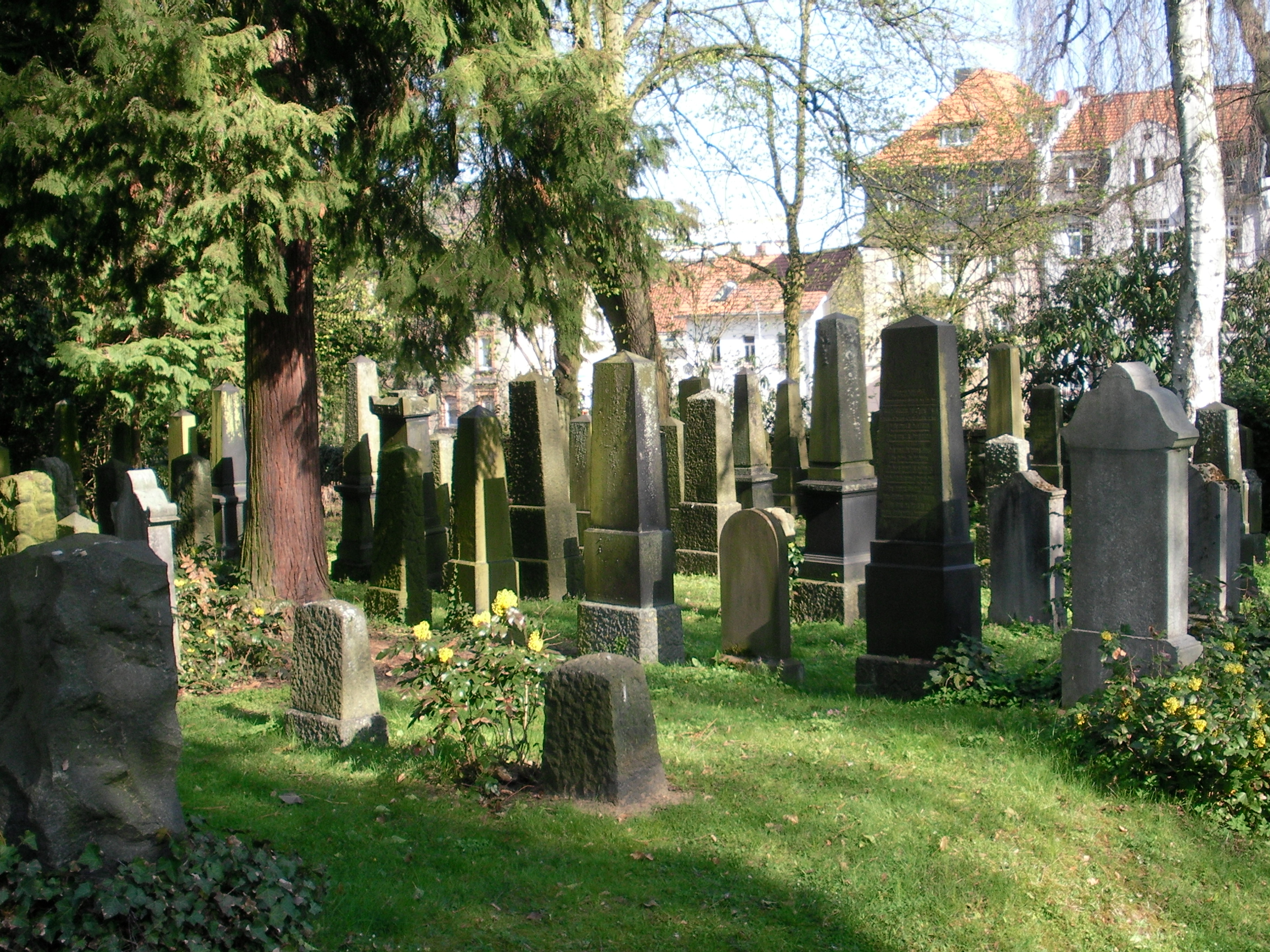
Gießen, Alter Friedhof, Jüdisches Gräberfeld

Die Gräber der jüdischen Gräberfelder liegen dicht beieinander, viele der Steine sind noch vorhanden.
Bekannte Tote sind die Zigarrenfabrikanten Siegmund (1827–1884) und Ottilie Bock, die Eltern des Schriftstellers Alfred Bock. Die Eltern der Frauenrechtlerin Henriette Fürth, Siegmund Katzenstein und Sophie, geb. Loeb, liegen hier ebenso begraben wie der Rabbiner Benedikt Levi (1806–1899), Vater des Wagner-Dirigenten Hermann Levi.

## Besonderheiten
Die Tourist-Information Gießen bietet ganzjährig verschiedene thematische Führungen über den Friedhof an. Studierende der Fachjournalistik Geschichte der Justus-Liebig-Universität haben zudem zusammen mit der Produktionsfirma AVEV und in Kooperation mit dem Garten- und Friedhofsamt der Stadt einen auf dem Smartphone kostenfrei abrufbaren Audiowalk erstellt, der in elf Audiobeiträgen szenische Episoden und Klangkulissen mit Faktenwissen verbindet.
Der gesamte Friedhof steht als Sachgesamtheit unter Denkmalschutz. Eingeschlossen sind neben den Gräbern und Grabmälern die Friedhofskapelle inklusive Interieur, der 1937 erbaute Kiosk mit Umspannanlage an der Ecke Licher Straße/Nahrungsberg, in dem heute der Neue Gießener Kunstverein sein Domizil hat, und der von Gustav Heyer angelegte Grünstreifen entlang der Außenmauer (Nord) an der Licher Straße. Einige der etwa 120 denkmalgeschützten Grabsteine befinden sich aus Schutz vor der Witterung im Oberhessischen Museum.
Der Freundeskreis Alter Friedhof im Oberhessischen Geschichtsverein kümmert sich in Absprache mit den zuständigen Ämtern der Stadt Gießen um die Sanierung von Grabmälern, sorgt für neue Sitzbänke und betreut Nistkästen für die vielen Vogelarten.